# Álex de la Iglesia
Álex de la Iglesia (4 december 1965) is een Spaans filmregisseur.

## Biografie
Álex de la Iglesia werd geboren in het Spaanse Bilbao in 1965. Hij studeerde aan de Universiteit van Deusto. Hij werkte mee aan de films 'Todo por la pasta' van regisseur Enrique Urbizu en 'Mama' van Pablo Berger. Daarna ontmoette hij Jose Guerricaechevarria waarmee hij in 1991 de korte film 'Mirindas Asesinas' maakte. In 1993 maakte hij zijn eerste zelfstandige film 'Acción Mutante'. Met films als 'El día de la bestia' en vooral het bizarre 'Perdita Durango' kreeg hij de status van cultregisseur.

## Filmografie
- 1991 - Mirindas asesinas (korte film)
- 1993 - Acción mutante
- 1995 - El día de la bestia
- 1997 - Perdita Durango
- 1999 - Muertos de risa
- 2000 - La comunidad
- 2002 - 800 balas
- 2004 - Crimen ferpecto
- 2006 - Películas para no dormir: La habitación del niño (televisiefilm)
- 2008 - The Oxford Murders
- 2008 - Plutón B.R.B. Nero (televisieserie)
- 2010 - Balada triste de trompeta
- 2011 - La chispa de la vida
- 2013 - Las brujas de Zugarramurdi
- 2014 - Messi
- 2015 - Mi gran noche
- 2017 - El bar
- 2017 - Perfectos desconocidos
- 2021 - Veneciafrenia